# Kłodzino (Barwice)
Kłodzino (deutsch Klotzen, Kreis Neustettin) ist ein Dorf in der polnischen Woiwodschaft Westpommern und gehört zur Stadt- und Landgemeinde Barwice (Bärwalde in Pommern) im Kreis Szczecinek (Neustettin).

## Geographische Lage
Das ehemalige Gutsdorf Kłodzino liegt im Osten der Woiwodschaft Westpommern, zehn Kilometer nordwestlich von Barwice (Bärwalde in Pommern) und 12 Kilometer nordöstlich von Połczyn-Zdrój (Bad Polzin). Der Ort ist über die Woiwodschaftsstraße 172 (Szczecinek (Neusttin) – Barwice – Połczyn-Zdrój) über den Abzweig Łęknica (Lucknitz) zu erreichen.
Bahnstation war seit 1903 das drei Kilometer südlich gelegene Piaski Pomorskie (Patzig) an der Bahnstrecke Grzmiąca (Gramenz) – Świdwin (Schivelbein), die jedoch seit 2002 stillgelegt ist.

## Geschichte
Die Gemeinde Klotzen gehörte vor 1945 zum Landkreis Neustettin und lag im Regierungsbezirk Köslin (von 1938 bis 1945 zum Regierungsbezirk Grenzmark Posen-Westpreußen) der preußischen Provinz Pommern. Mit den Gemeinden Lucknitz (heute polnisch: Łęknica) und Patzig (Piaski) sowie den Gutsbezirken Elisenhof (Lubos) und Zeblin (Cybulino) bildete es den Amtsbezirk Lucknitz. Das zuständige Amtsgericht war das in Bärwalde (Barwice).
Im Jahre 1910 lebten in der Gemeinde und im Gutsbezirk Klotzen zusammen 275 Einwohner. Deren Zahl stieg bis 1925 auf 292 (326), betrug 1933 bereits 362 und sank bis 1939 auf 314.
Die Religionszugehörigkeit der Einwohner der Gemeinde Klotzen unterteilte sich im Jahr 1925 (von 326 Einwohnern) in 323 Protestanten (99,1 %), 3 Katholiken (0,9 %), keine Juden.
In der Gemeinde gab es 2 Wohnorte, der Hauptwohnort Klotzen und Birkhof.
Seit 1945 gehört der nun Kłodzino genannte Ort zur Gmina Barwice im Powiat Szczecinecki in der Woiwodschaft Westpommern.

## Kirche

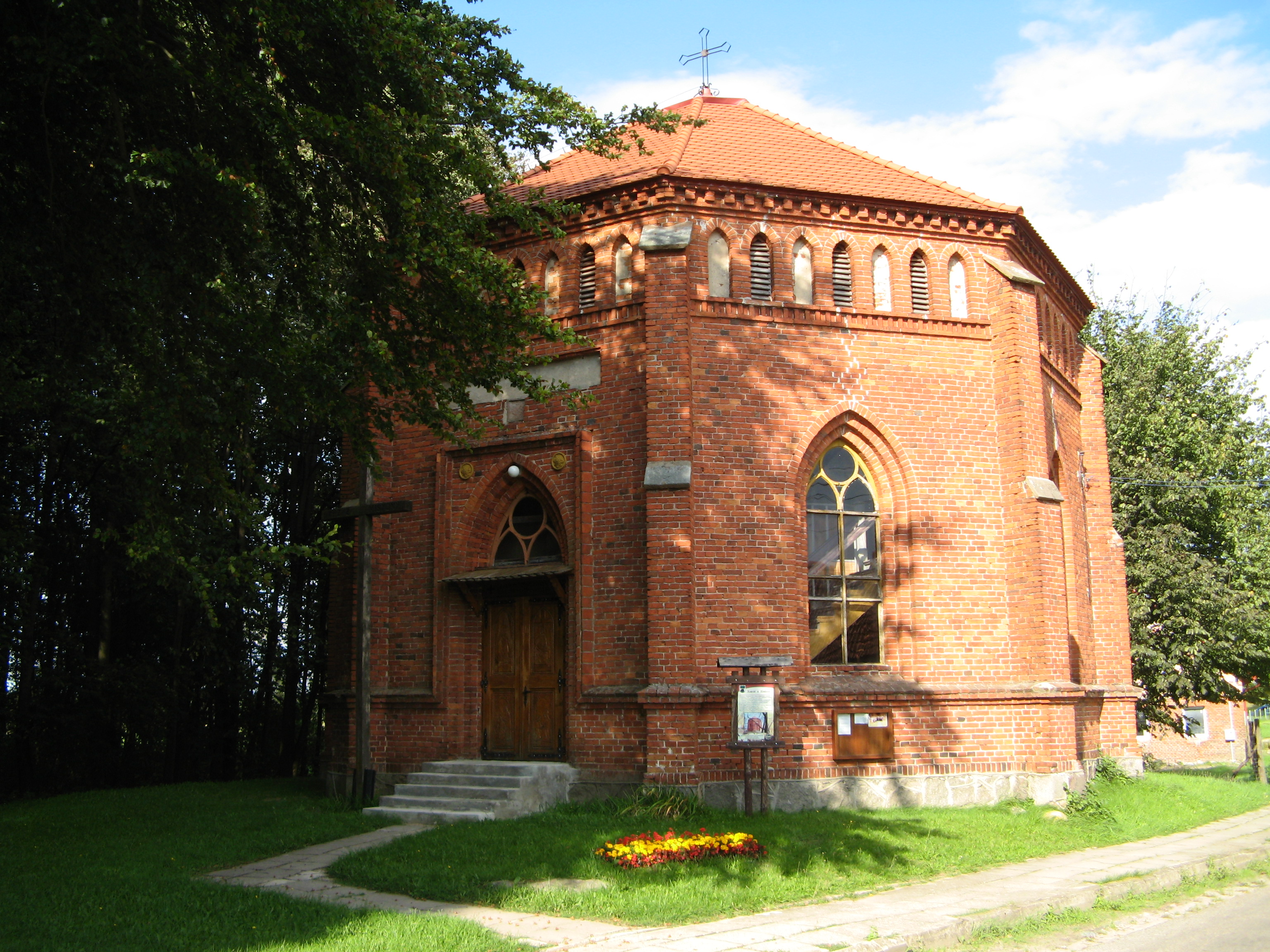
Kirche in Klotzen

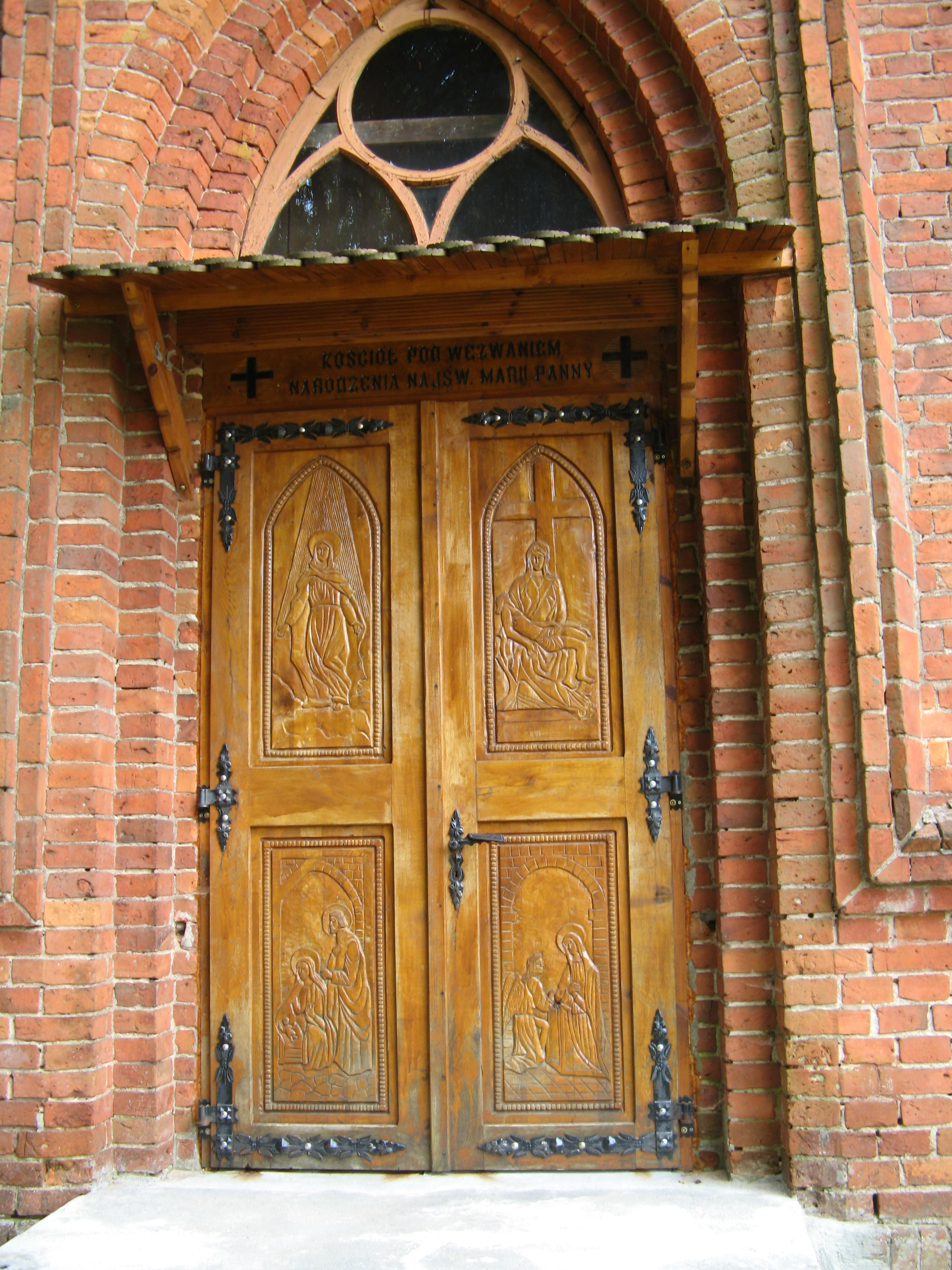
Kirchenportal

Die im Jahre 1842 im neo-gotischen Stil aus rotem Backstein erbaute Kirche zeichnet sich insbesondere durch ihren achteckigen Baukörper aus. Ihre sieben Wände sind jeweils durch Spitzbogenfenster sowie durch die Eingangstür unterteilt.
Klotzen bildete vor 1945 eine selbständige evangelische Kirchengemeinde, die – wie auch die Kirchengemeinde in Tarmen (heute polnisch: Trzemienko) – eine Filialkirche im Kirchspiel Koprieben (Koprzywno) mit insgesamt 18 Ortschaften war. Bis 1868 war das Kirchspiel Koprieben in den Kirchenkreis Neustettin (Szczecinek) eingegliedert, danach in den Kirchenkreis Tempelburg (Czaplinek) im Westsprengel der Kirchenprovinz Pommern der Kirche der Altpreußischen Union.
Die Kirchengemeinde Klotzen zählte im Jahre 1940 515 Gemeindeglieder (von 2747 im gesamten Kirchspiel). Letzter deutscher Geistlicher war Pfarrer Werner Henning.
Seit 1945 ist Kłodzino eine Filialkirche der katholischen Pfarrei Krosino (Groß Krössin), in die auch die Kirchengemeinden Białowąs (Balfanz), Motarzyn (Muttrin) und Sulikowo (Zülkenhagen) eingegliedert sind. Sie ist Teil des Dekanats Połczyn-Zdrój (Bad Polzin) im Bistum Köslin-Kolberg der Katholischen Kirche in Polen. Hier lebende evangelische Kirchenglieder sind dem Kirchspiel Koszalin (Köslin) zugeordnet, das in Szczecinek (Neustettin) eine Filialkirche unterhält.

## Persönlichkeiten
- Reinhold von Glasenapp (* 13. November 1814 auf Gut Klotzen; † 9. Oktober 1887 in Berlin), Gutsbesitzer und preußischer Politiker